# نائوکو یامازاکی
نائوکو یامازاکی (به انگلیسی: Naoko Yamazaki) فضانورد اهل کشور ژاپن است که در ۲۷ دسامبر ۱۹۷۰ میلادی در ماتسودو، چیبا زاده شد. وی در مأموریت اس‌تی‌اس-۱۳۱ حضور داشته است.